# Metsamor (antik stad)

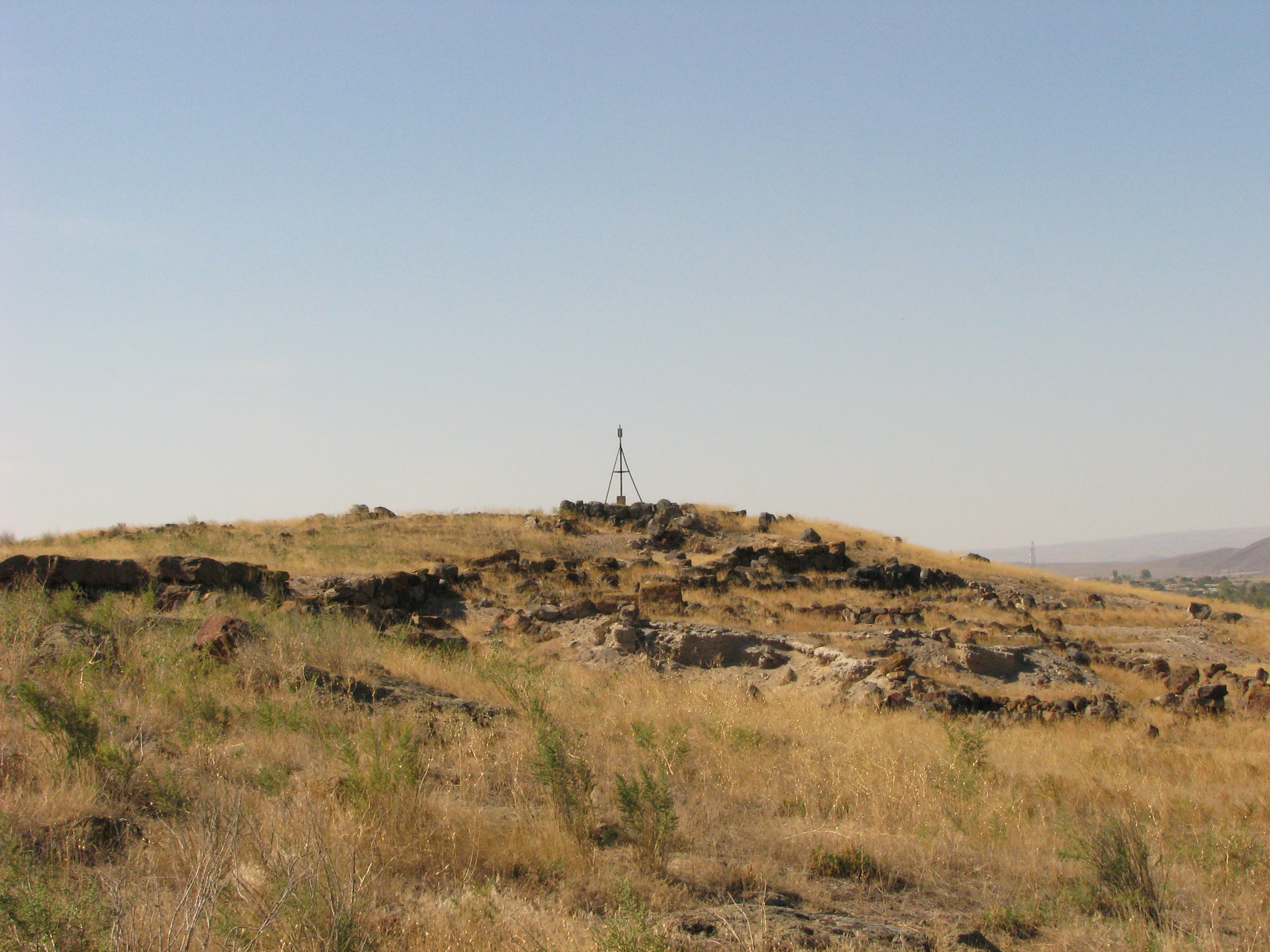
Metsamor

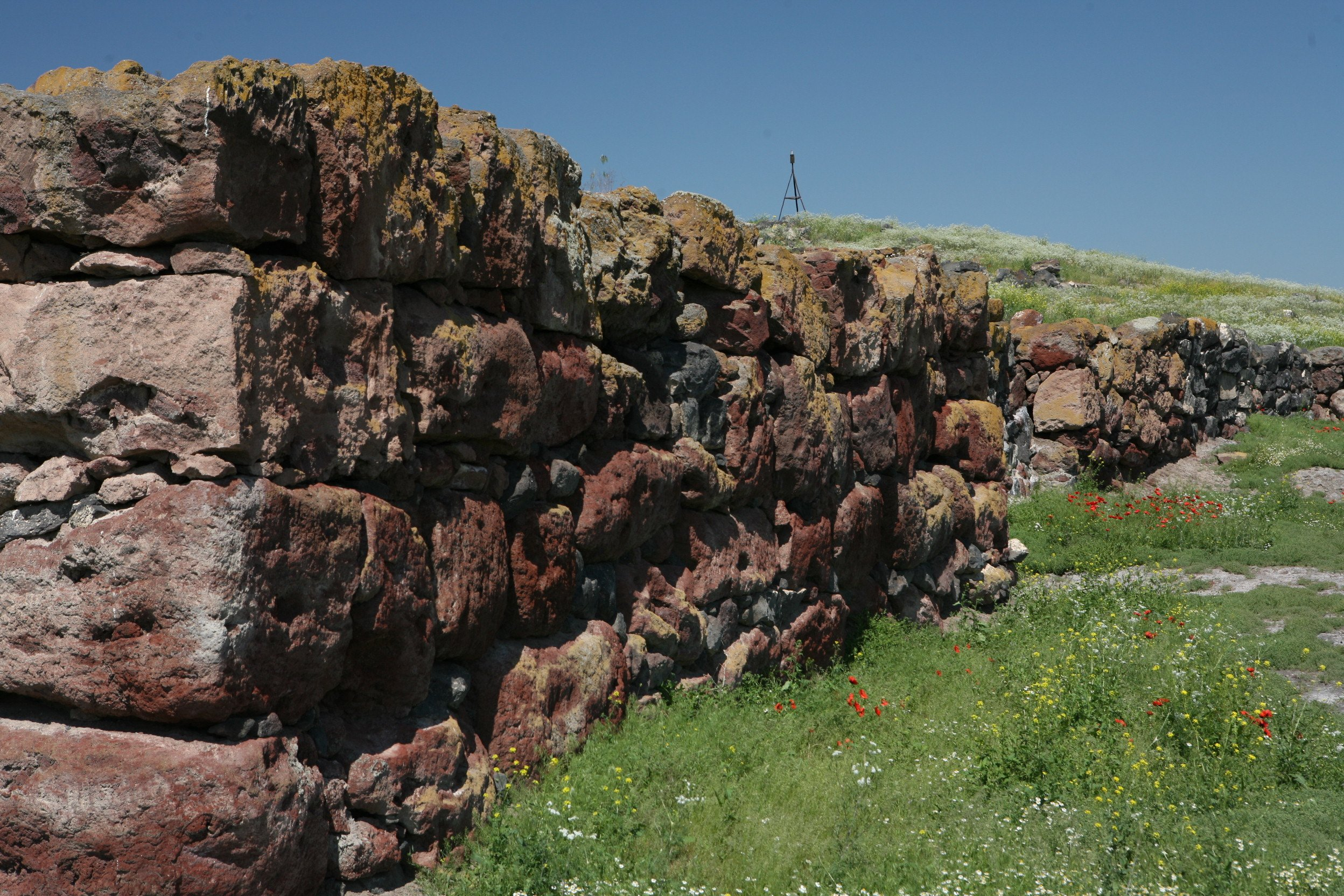
Cyklopmuren runt Metsamor

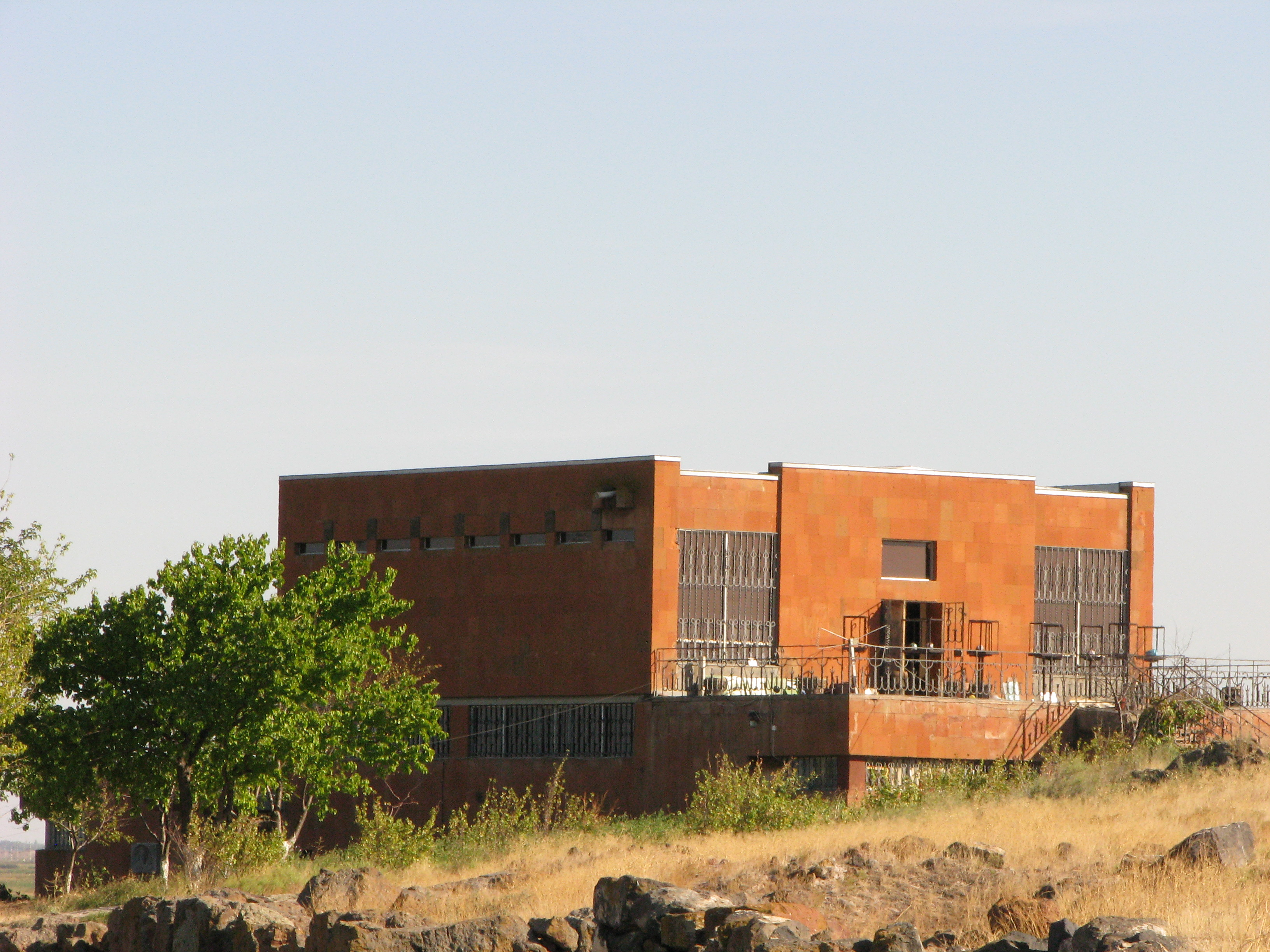
Metsamors arkeologiska museum

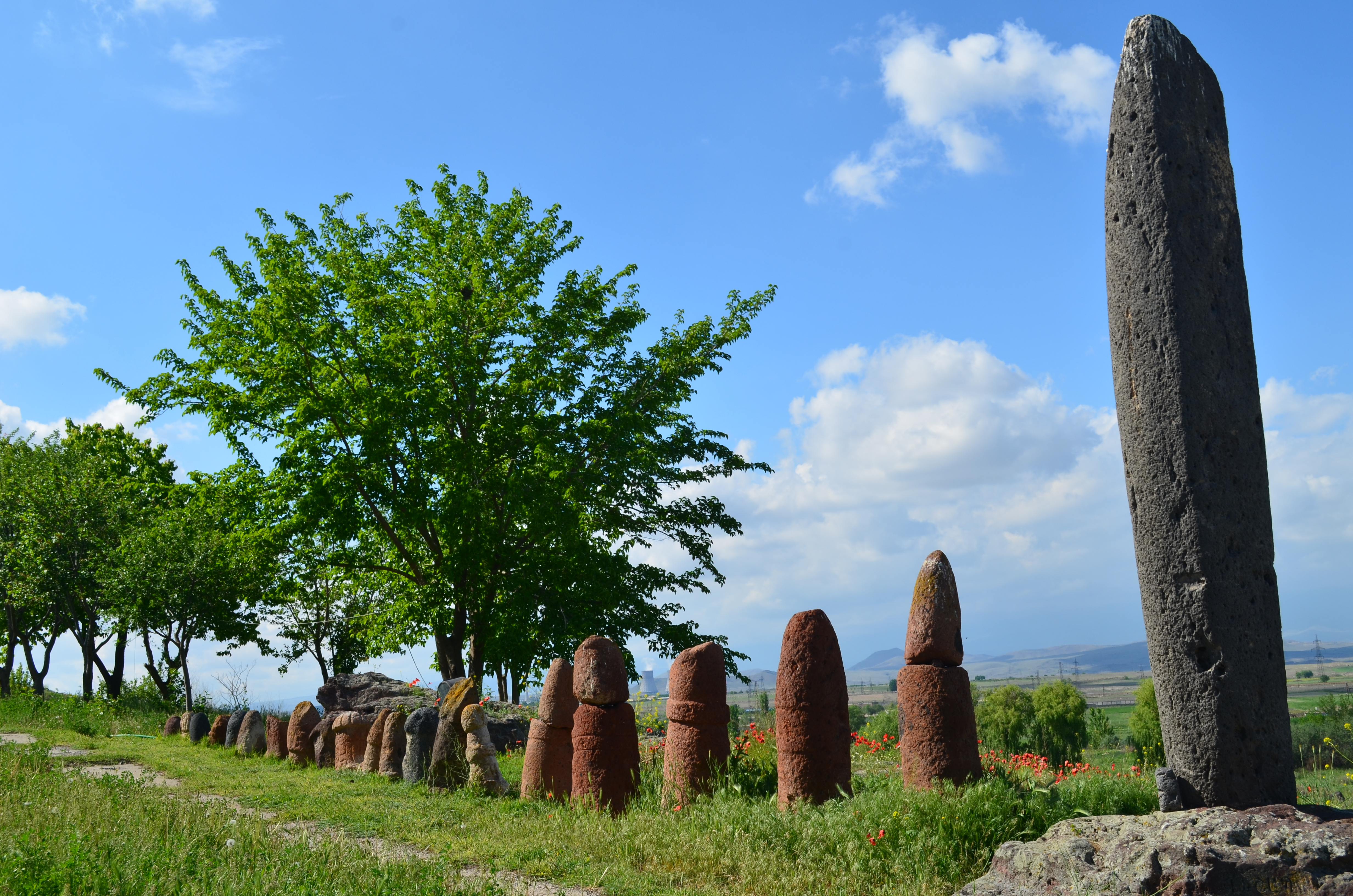
Stenstoder från Metsamors gravplats, uppställda vid museet

Metsamor är en tidigare ort i provinsen Armawir. Platsen var bebyggd från bronsåldern till 1600-talet efter Kristus.
Det forntida Metsamor ligger omkring 35 kilometer sydväst om Jerevan inom byn Taroniks område på stranden av floden Metsamor i närheten av den moderna staden Metsamor. Den anlades vid en knutpunkt av handelsvägar, vilka löpte över Araratslätten och som förband Centralasien med norra Kaukasus. Runtom staden sträcker sig en bördig och vattenrik trakt.

## Historia
År 1965 påbörjades utgrävningar. Metsamor var under bronsåldern och fram till 300- och 100-talen före Kristus ett blomstrande handels-, kultur- och maktcentrum i regionen. Staden hade då en yta på omkring 10,5 hektar och omgavs av ett cyklopmurverk och hade en zikkurat. Från senast 1000-talet till 800-talet före Kristus var Metsamor en stad med befästningsverk, ett astronomiskt observatorium, palats och enklare bostadshus, vilken utbredde sig på en yta på nästan 100 hektar. 500 meter nordost om det historiska stadsområdet fanns en ett hundra meter lång gravplats. En del av gravarna var omgärdade av färgrika stensättningar och stenstoder.
Under 700-talet före Kristus blev staden del av riket Urartu. Spår av krig, förstörelser och bränder dateras till denna tid. Efter denna följde en period då staden var övergiven, men en ny mur byggdes och staden återbefolkades under en ny härskare. Metsamor var också under medeltiden en viktig handelsort och var befolkad in på 1600-talet.

## Metsamors arkeologiska museum
Metsamors arkeologiska museum öppnades 1968. Det drivs av en privat icke-kommersiell organisation. I museet visas på tre våningsplan fler än   27 000 objekt från Metsamor. På första våningen presenterar museet fynd från borgområdet och från utgrävningsplatserna. På andra våningen är temat hantverk och kultur i det forntida Metsamor. På bottenvåningen finns fynd från Urartuperioden samt smycken. Bland artefakterna finns en groda av agat som varit i den babyloniske härskaren Ulam Vurarishs ägo, från 1500-talet före Kristus samt ett sigill av karneol, på vilken det finns egyptiska hieroglyfer. Den kommer från den babyloniske härskaren Kurigalzu I från 1300-talet före Kristus.